# Lichinia
Lichinia (polnisch Lichynia) ist ein Ort in der zweisprachigen Gemeinde Leschnitz (Leśnica) im Powiat Strzelecki der Woiwodschaft Opole in Polen.

## Geographie
Das Straßendorf Lenkau liegt vier Kilometer östlich von Leschnitz, 15 Kilometer südwestlich von Strzelce Opolskie (Groß Strehlitz) und 46 Kilometer südöstlich von Opole. Durch Lenkau fließt das Lenkauer Wasser (Łącka Woda). Das Dorf ist umgeben von zahlreichen Teichen und Waldgebieten. Nördlich des Dorfes liegt das Naturschutzgebiet Rezerwat przyrody Boże Oko.
Nachbarorte von Lenkau sind im Westen Leschnitz (Leśnica), im Osten Salesche (Zalesie Śląskie) und im Süden Lenkau (Łąki Kozielskie). 

## Geschichte

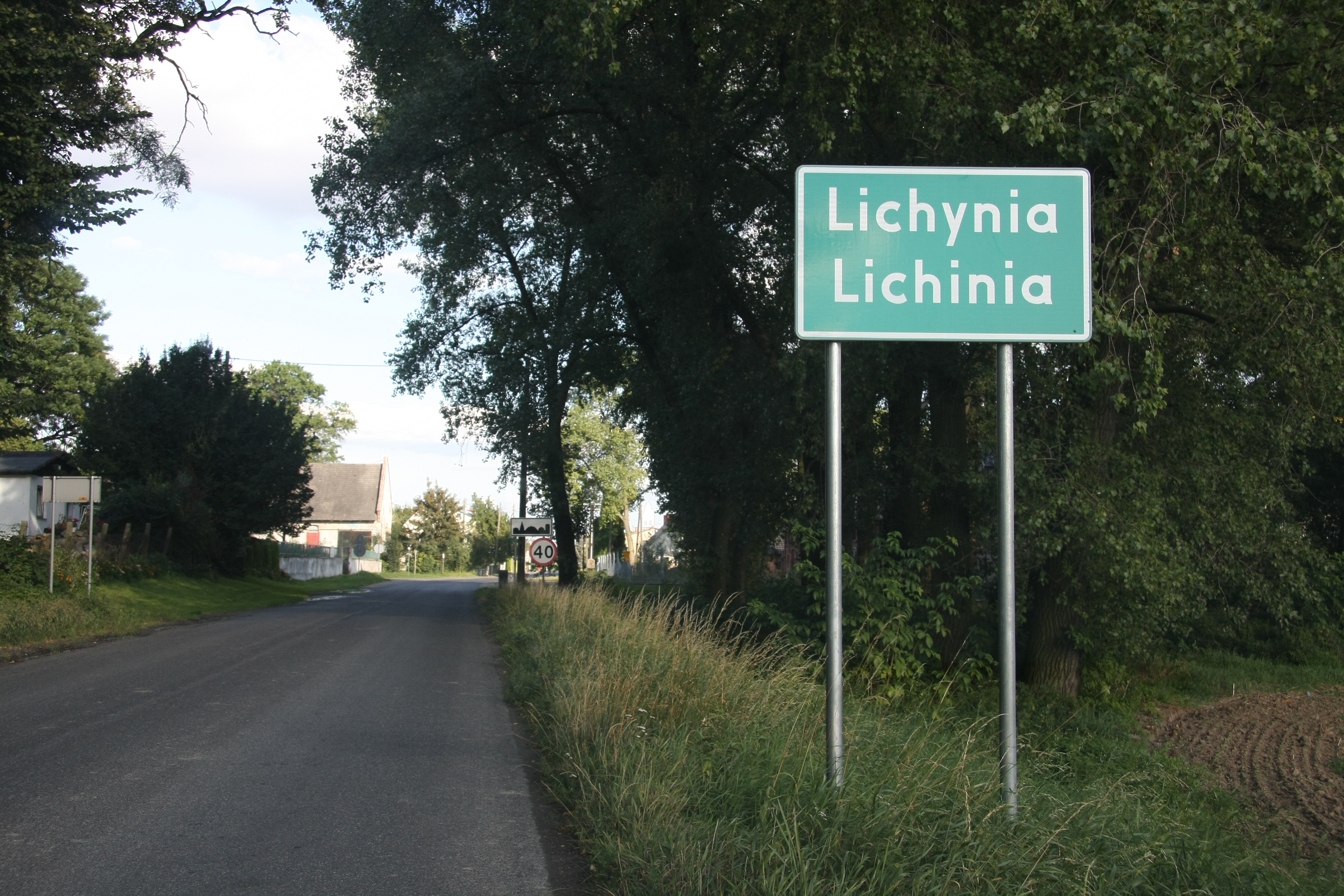
Ortsschild mit zweisprachigen Ortsnamen

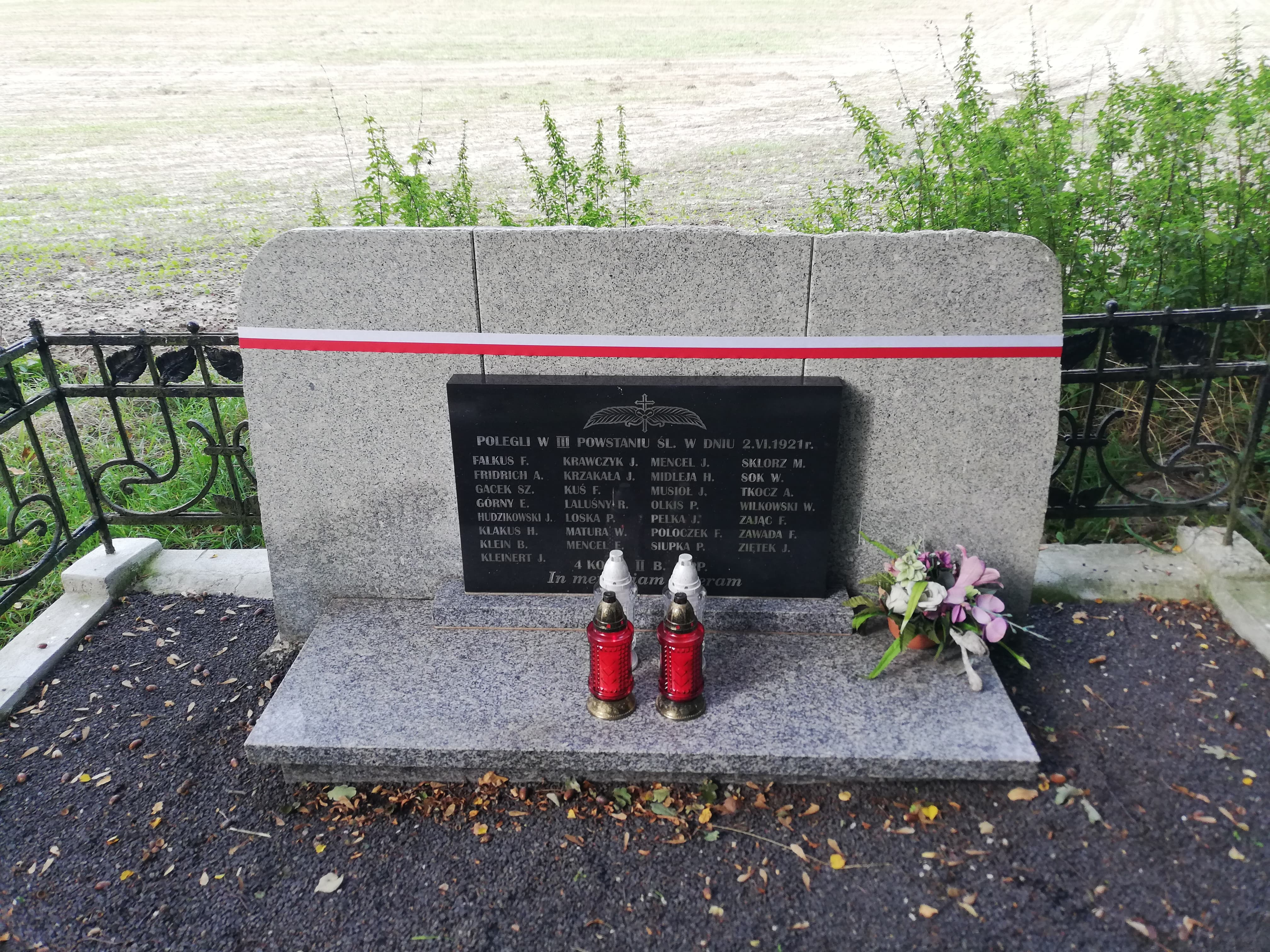
Denkmal für die Ermordeten Dorfbewohner des 3. Polnischen Aufstands

Das Dorf wurde erstmals im Jahre 1223 als Lichan erwähnt. Der Name dieser Ortschaft ist vom polnischen Begriff „lichy“ (dt. schlecht) abgeleitet, was mit der niedrigen Bodengüte verbunden sein soll. 1455 wurde das Dorf als Lichinya und 1534 als Lichina bezeichnet. Später setzte sich der Name Lichinia durch.
1410 stritt der Oppelner Herzog Bolko IV. mit seinem Bruder Bernard um Getreide aus Lichinia, Salesche und Leschnitz. Die Bauern aus Lichinia waren zum Frondienst im Vorwerk von Salesche verpflichtet. Die spätere Geschichte von Lichinia war eng mit dem naheliegenden Slawentzitz verbunden. Eine Berechnung der Güter von Slawentzitz aus dem Jahre 1576 nannte den Ort Lichinia. 
Nach dem Ersten Schlesischen Krieg fiel Lichinia 1742 mit dem größten Teil Schlesiens an Preußen. 1782 gingen die Güter in die Hand der Familie Hohenlohe über, die dort bis 1945 ansässig war. 1783 zählte Lichinia 141 Einwohner. 
Nach der Neuorganisation der Provinz Schlesien gehörte die Landgemeinde Lichinia ab 1816 zum Landkreis Cosel im Regierungsbezirk Oppeln. 1817 zählte das Dorf 296 Einwohner. Schon damals gab es eine Schule für die einheimischen Kinder. 1845 bestanden in Ort ein Kalkofen, eine katholische Schule, eine Wassermühle, eine Ziegelei und 78 Häuser. Im gleichen Jahr zählte Lichinia 649 Einwohner, davon 2 evangelisch. 1861 zählte Lenkau 643 Einwohner sowie 27 Bauern-, 14 Gärtner- und 21 Häuslerstellen. Eingepfarrt waren die Bewohner nach Salesche. Die katholische Schule zählte im gleichen Jahr 144 Schüler. 1874 wurde der Amtsbezirk Raschowa gegründet, welcher die Landgemeinde Lichinia und den Gutsbezirk Lichinia umfasste. Erster Amtsvorsteher war der Fürstl. Gutspächter von Oheimb in Lichinia.
1910 zählte der Ort 692 Einwohner. Bei der Volksabstimmung in Oberschlesien am 20. März 1921, die in der Gegend von bürgerkriegsähnlichen Zuständen begleitet wurde, stimmten in Dorf und Gut Lichinia insgesamt 262 Personen für einen Verbleib bei Deutschland und 171 für Polen. Lichinia verblieb wie der gesamte Stimmkreis Cosel beim Deutschen Reich. Ab 1933 führten die neuen nationalsozialistischen Machthabern groß angelegte Umbenennungen von Ortsnamen slawischen Ursprungs durch. 1936 wurde der Ortsname Lichinia in Lichtenforst geändert. Bis 1945 befand sich der Ort im Landkreis Cosel.
1945 kam der bisher deutsche Ort unter polnische Verwaltung und wurde in Lichynia umbenannt und der Woiwodschaft Schlesien angeschlossen. 1950 kam der Ort zur Woiwodschaft Oppeln. 1999 kam Lenkau zum Powiat Strzelecki. 2006 führte die Gmina Leśnica, der Lichinia als Ortsteil angehört, Deutsch als Hilfssprache und im Jahr 2008 zweisprachige Ortsbezeichnungen ein.

## Sehenswürdigkeiten
- Römisch-katholische Josefskirche (poln. Kościół pw. św. Józefa Robotnika)
- Denkmal für die Ermordeten Dorfbewohner des 3. Polnischen Aufstands von 1921
- Historische Vorwerksgebäude
- Glockenkapelle mit hölzerner Laterne
- Steinernes Wegekreuz

## Vereine
- Deutscher Freundschaftskreis
- Fußballverein LZS Lichynia
- Freiwillige Feuerwehr OSP Lichynia